# Teaterhus
För konstformen, se Teater.

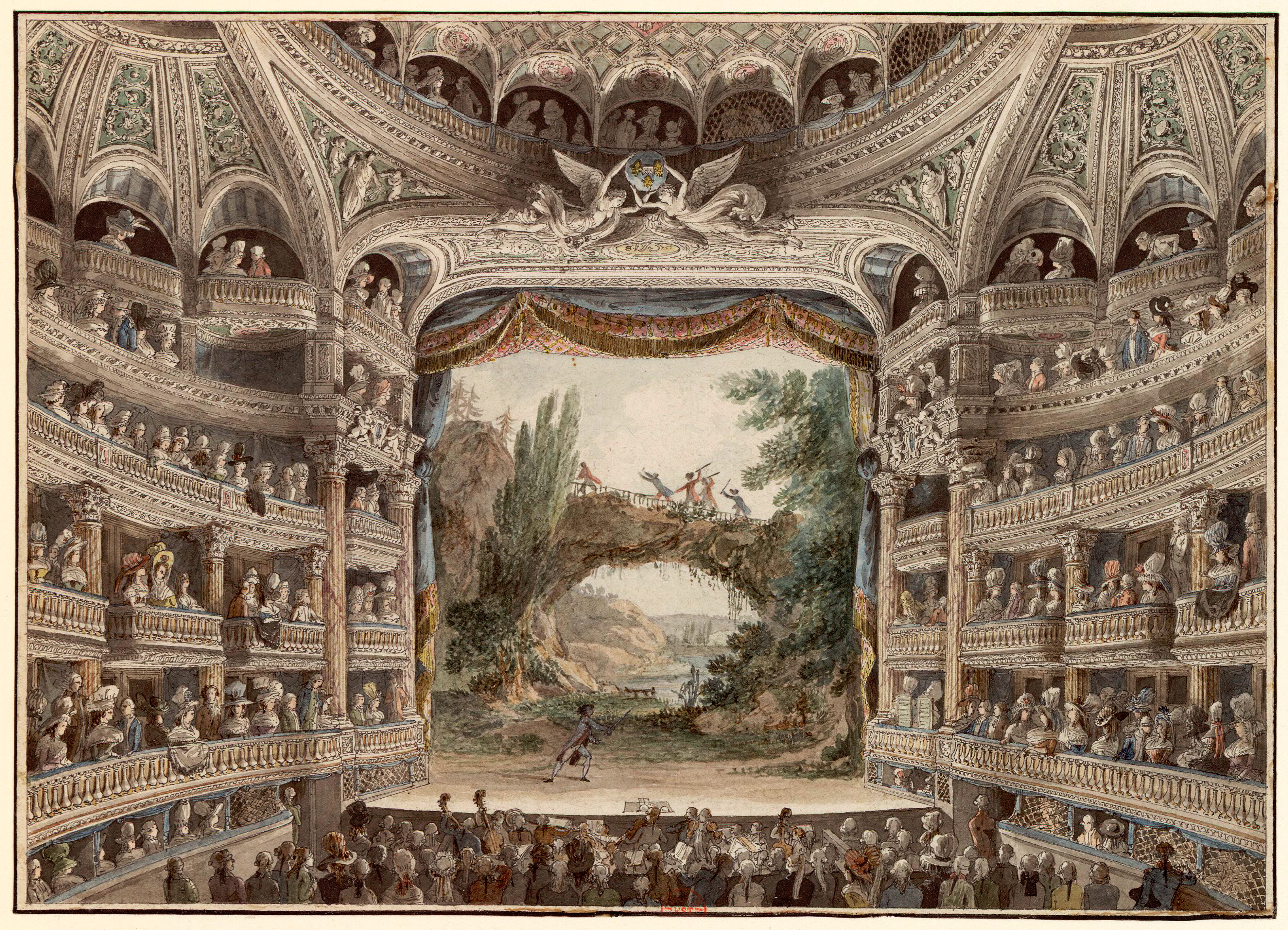
Interiör av Comédie-Française.

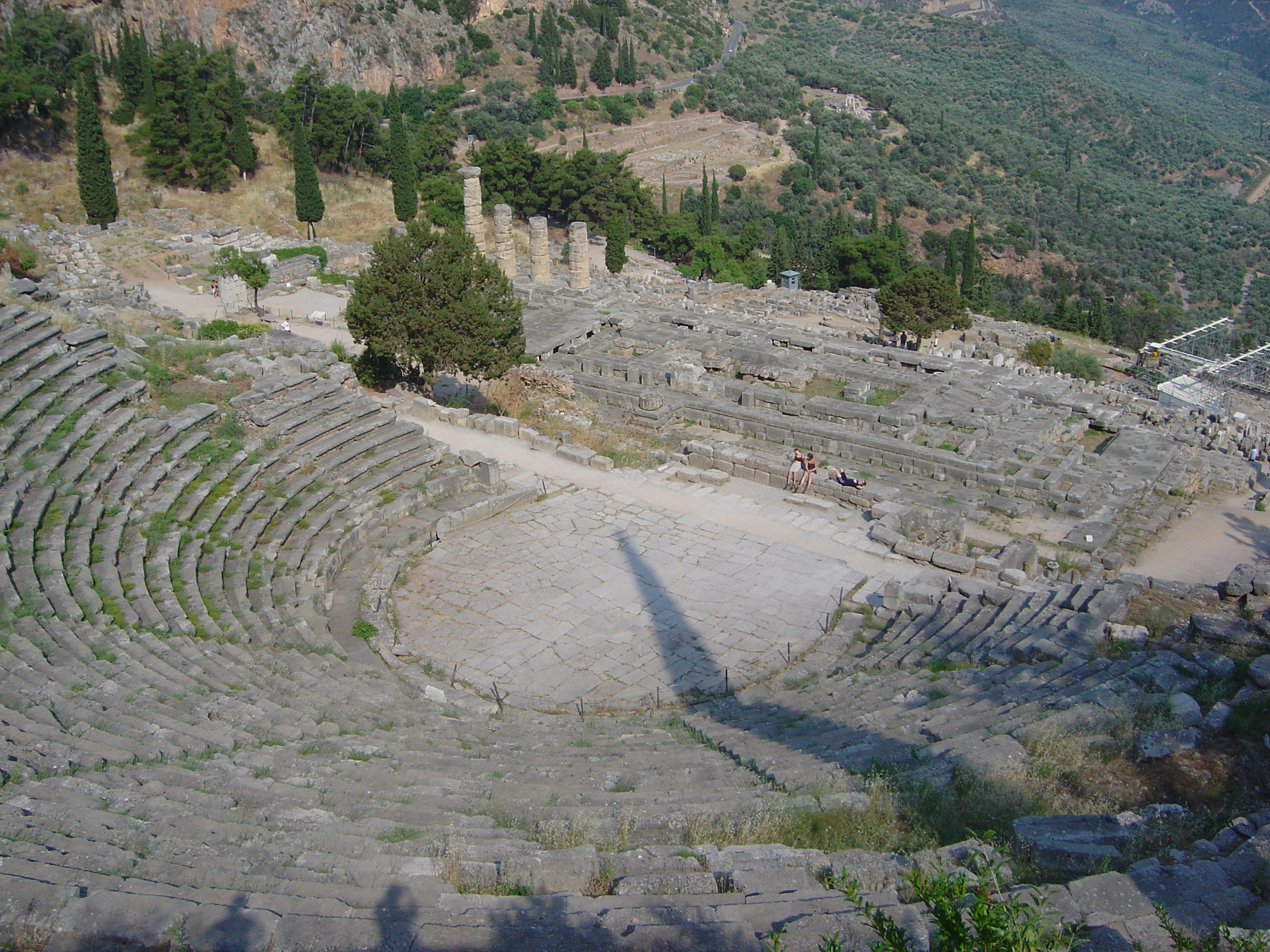
Den antika teatern i Delfi.

En teater, ett teaterhus en teaterlokal eller äldre benämning tilja är en plats, en byggnad, eller en del av en byggnad, där skådespel uppförs.

## Utrymmen på teatern
Teatern består av olika utrymmen för publik och medverkande. 

### Salongen
Salongen är den del där publiken befinner sig. En salong kan vara delad i flera våningsplan, där golvet i salongen kallas parkett, och de övre kallas rader eller balkonger. Salongsplatserna kan också vara fördelade på en eller flera (omflyttbara) läktare och i moderna former av teater kan placeringen av scen respektive publik varieras på många olika sätt inom så kallad Black Box-scen.

### Scenen
Scenen är den plats där de medverkande framträder. Den del av teaterbyggnaden, som innesluter själva scenen kallas scenhus och den del av detta, som ofta sträcker sig högt ovanför scenen kallas scenvind, där man förvarar hängningar, nedsänkbara kulisser, dekorelement, teknik och strålkastare, samt ridå. En ridå är en barriär av tyg (respektive eldskyddande järnridå), som skiljer salongen från scenen. Ridån dras för att markera föreställningens början och slut och för att dölja dekormiljöer och scenbyten i mellanakterna (pauserna). Den del av scenen som sträcker sig ut mot salongen framför ridån kallas proscenium. På framför allt äldre teatrar finns häri inrymt en liten lucka eller upphöjning för sufflören att döljas under. Vid scenkanten (rampen) finns ibland även ett orkesterdike för en teaterorkester att nedsänkt inrymmas i. Bakre delen av scenen avgränsas av en  fond (kanske en halcirkelböjd rundhorisont) och svarta byxor för att dölja det som inte tillhör scenbilden.

### Foajé
Foajén är ett utrymme där publik vistas före och efter föreställningen och i pauserna och ofta kan inta förfriskningar etc. Ett motsvarande utrymme för de medverkande bakom scenen kallas ofta artistfoajé eller green room.

### Loge
En loge (uttalas [loːʃ]) är på vissa teatrar en exklusivare, avskild liten privatavdelning i salongen för en grupp åskådare; ofta finns flera loger och på kungliga teatrar en särskild loge för medlemmar av den kungliga familjen eller dylikt.
En loge är också benämningen på ett omklädningsrum för skådespelarna/de medverkande i utrymmen bakom scenen, liksom ofta en särskild central sminkörloge.

## Typer av teaterrum
Det finns flera olika dispositioner av salong och scen. En vanlig typ är tittskåpsteatern, där salongen och scenen är vända rakt mot varandra. En annan typ är amfiteatern, där scenen helt omges av läktare. Ett allt vanligare teaterrum är en så kallad blackbox: en tom sal målad i matt svart som möjliggör en rad olika scenlösningar, där gradänger kan placeras ut efter behov.